# Syndicat de la mesure
Le Syndicat de la mesure (SyM) est un syndicat professionnel français, né le 17 avril 1996, qui regroupe les entreprises dont les activités sont la conception, la fabrication, l’installation, la maintenance et la vérification métrologique d’instruments de mesure.
Les marchés d’application sont notamment l’eau, l’énergie thermique, le gaz, les hydrocarbures et la régulation industrielle.
Dans les années 2000, cette organisation soutient l'évolution des législations européennes pour imposer le développement du marché du Répartiteur de frais de chauffage.

## Historique
Le syndicat de la mesure est né le 17 avril 1996 de la fusion du syndicat de la mesure, du contrôle et de la régulation automatique (SYMECORA) et du syndicat du pesage et du comptage (SPC).
Le SYMECORA a lui-même été créé en 1985 ou en 1986 en remplacement de la chambre syndicale des fabricants d'appareils de régulation et de contrôle industriel.

## Relations
Le Syndicat de la mesure est membre de la FIEEC et de la FIM.
En raison des activités de ses adhérents, le Syndicat de la Mesure intervient avec les syndicats européens des mêmes métiers (Cecod, Aqua) et les instances adéquates dont le WELMEC et l’OIML, au niveau européen.
En France, le Syndicat de la mesure mène ses actions nationales avec les ministères concernés (principalement le Ministère du Redressement productif,  le Ministère de l’Écologie, le Ministère du Logement) et les organismes tels que le COFRAC et le LNE.

## Membres
- Ista International est membre du syndicat de la mesure[3].
- OCEA[4] Smart Building est membre du syndicat de la mesure.